# استیگ لارسن
کارل استیگ-ارلاند لارسن (به سوئدی: Karl Stig-Erland Larsson) روزنامه‌نگار و نویسنده فقید سوئدی بود
وی خالق سه‌گانه هزاره است که در چند سال گذشته همواره یکی از پرفروش‌ترین کتاب‌ها در سطح جهان بوده‌. او در سال ۲۰۰۴ به‌طور اتفاقی بر اثر ایست قلبی جان خود را از دست داد. وی در سال ۲۰۰۸ بعد از خالد حسینی نویسنده افغان به عنوان دومین نویسنده پرفروش در سطح دنیا معرفی شد. کتاب سه‌گانه هزاره که پس از مرگ وی منتشر شد تا دسامبر ۲۰۱۱ به ۵۰ زبان دنیا ترجمه شده و نزدیک به ۶۵ میلیون نسخه آن فروش رفت. جلد نخست این مجموعه با عنوان «دختری با خالکوبی اژدها» از سوی هالیوود نیز دستمایه اقتباس سینمایی قرار گرفت.

## پیشینه
استیگ لارسن در سال ۱۹۵۴ به دنیا آمد. از آن جایی که در زمان تولد لارسن پدر و مادرش هر دو تنها ۱۹ سال سن داشتند و بی‌بضاعت بودند، وی نزد پدر بزرگ و مادربزرگش در دهکده‌ای در نزدیکی مرز میان نروژ و سوئد رشد کرد و هنگامی که هشت سال داشت به نزد والدینش بازگشت. او در بزرگسالی ساکن استکهلم شد. دهکده‌ای که او هشت سال نخست زندگی‌اش را در آن سپری کرد، بعدها محل وقوع داستان سه‌گانه «هزاره» این نویسنده شد.
از آن جا که ازدواج ۳۰ ساله لارسن و گابریلسون ثبت قانونی نشده بود و این نویسنده نیز پیش از مرگ ناگهانی‌اش در سن ۵۰ سالگی بر اثر حمله قلبی وصیت‌نامه‌ای از خود بر جای نگذاشته بود، درآمد میلیونی حاصل از فروش کتاب‌های لارسن تا به حال فقط نصیب خانواده لارسن در اومئو شده‌است.
پدر لارسن و برادرش «یوآکیم» بیش از همه به دلیل کشمکشی که میان آن‌ها و ایوا گابریلسون شریک زندگی استیگ لارسن بر سر میراث این نویسنده در گرفت به شهرت رسیده‌اند.

## آثار
- ۲۰۰۵ - دختری با خالکوبی اژدها
- ۲۰۰۶ - دختری که با آتش بازی کرد
- ۲۰۰۷ - دختری که به لانه زنبور لگد زد